# Okres Tachov
Der Okres Tachov (deutsch Bezirk Tachau) war eine Gebietskörperschaft im Plzeňský kraj (Region Pilsen) in Tschechien. Die Okresy waren in etwa vergleichbar mit den Landkreisen in Deutschland und wurden zum 31. Dezember 2002 als Gebietskörperschaften aufgelöst.
Für die Trinkwasserversorgung in den Städten des Bezirks entstand 1971 die Talsperre Lučina.

## Städte und Gemeinden
Benešovice (Beneschau) – Bezdružice (Weseritz) – Bor (Haid) – Brod nad Tichou (Bruck am Hammer) – Broumov (Promenhof) – Cebiv (Zebau) – Ctiboř (Stiebenreith) – Částkov (Schossenreith) – Černošín (Tschernoschin) – Dlouhý Újezd (Langendörflas) – Erpužice (Welperschitz) – Halže (Hals bei Tachau) – Horní Kozolupy (Ober Gosolup) – Hošťka (Hesselsdorf) – Chodová Planá (Kuttenplan) – Chodský Újezd (Heiligenkreuz) – Kladruby (Kladrau) – Kočov (Gottschau) – Kokašice (Kokaschitz) – Konstantinovy Lázně (Konstantinsbad) – Kostelec (Kostelzen) – Kšice (Kscheutz) – Lesná (Schönwald bei Tachau) – Lestkov (Leskau) – Lom u Tachova (Lohm bei Tachau) – Milíře (Tachauer Brand) – Obora (Thiergarten bei Tachau) – Olbramov (Wolfersdorf) – Ošelín (Oschelin) – Planá (Plan) – Prostiboř (Prostibor) – Přimda (Pfraumberg) – Rozvadov (Roßhaupt) – Skapce (Kapsch) – Staré Sedliště (Alt Zedlisch) – Staré Sedlo (Altsattel) – Stráž (Neustadtl bei Pfraumberg) – Stříbro (Mies) – Studánka (Schönbrunn bei Tachau) – Sulislav (Solislau) – Svojšín (Schweißing) – Sytno (Sittna) – Tachov (Tachau) – Tisová (Tissa) – Trpísty (Trpist) – Třemešné (Zemschen) – Únehle (Unola) – Vranov (Wranowa) – Zadní Chodov (Hinterkotten) – Záchlumí (Eisenhüttel) – Zhoř (Weshor)